# 셰놀 귀네슈
셰놀 귀네슈(튀르키예어: Şenol Güneş, 1952년 6월 1일 ~ )는 튀르키예 세이브존 출신의 축구 지도자로 최근 트라브존스포르의 사령탑을 맡고있다.

## 클럽 경력
트라브존스포르에서 14년 동안 활약하며 424경기에 출장하였다.

## 국가대표팀 경력
튀르키예 축구 국가대표팀에서 31경기를 뛰었고, 5번 주장을 맡았다.

## 지도자 경력
1988년에 트라브존스포르에서 감독직을 시작했고 터키 슈퍼리그의 여러 클럽의 감독직을 거친 뒤 2000년 7월에 튀르키예 축구 국가대표팀의 감독직을 수행하게 되었다. 이후 튀르키예를 이끌고 2002년 FIFA 월드컵에 출전하여 3위를 기록하는 이변을 연출하며 유럽 축구 연맹이 선정한 올해의 감독 상을 수상했다. 2005년 1월부터 다시 트라브존스포르의 감독으로 돌아왔다.
원래 2005 시즌을 위한 FC 서울 감독으로 계약 직전까지 갔지만 트라브존스포르 팬들의 성원으로 마음을 돌렸다. 그러나 2006년 12월 8일 K리그 FC 서울의 감독으로 선임되었으며
2007년 1월 8일 공식 취임식을 가졌다.
FC 서울 재임 시절 2007년 리그컵과 2008년 K리그 준우승, 박주영, 이청용, 기성용 등을 성장시켜 해외 진출 시키고 공격적인 축구로 새바람을 일으키며 프로축구 발전에 큰 기여를 했다는 평가를 받았다.
이후 친정팀인 트라브존스포르와 러시아 프리미어리그의 PFC CSKA 모스크바, 유수의 J리그팀들 등이 그에게 손을 뻗쳤지만, FC 서울에 1년 더 머물게 되었고 2009년 11월 24일 사임하였다.
귀네슈 감독은 FC 서울 홈페이지에 남긴 작별 편지를 통해 FC 서울팬 대한 고마움과 지지를 약속하였다.
그 해 12월, 트라브존스포르와 계약하였으며 그리고 2013년 1월, 성적 부진을 이유로 사임하였다.
2014년 5월 부르사스포르의 감독으로 취임하였다.
2019년 2월부터 튀르키예 축구 국가대표팀 감독으로 부임하면서 15년만에 터키 대표팀을 이끌게 되었다.

## 수상 내역

### 선수

#### 트라브존스포르
- 터키 수페르리그:
  - 우승 (6): 1975-76, 1976-77, 1978-79, 1979-80, 1980-81, 1983-84
  - 준우승 (3): 1977-78, 1981-82, 1982-83
- 튀르키예컵:
  - 우승 (3): 1976-77, 1977-78, 1983-84
  - 준우승(1): 1984-85
- 튀르키예 슈퍼컵:
  - 우승 (6): 1976, 1977, 1978, 1979, 1980, 1983
  - 준우승 (2): 1981, 1984
- 챈설러 컵:
  - 우승 (3): 1975-76, 1977-78, 1984-85

### 감독

#### 튀르키예
- FIFA 월드컵:
  - 3위 (1): 2002
- FIFA 컨페더레이션스컵:
  - 3위 (1): 2003

#### 트라브존스포르
- 튀르키예 수페르리그:
  - 준우승 (4): 1994-95, 1995-96, 2004-2005, 2010-2011
- 튀르키예컵:
  - 우승 (2): 1994-95, 2009-2010
- 튀르키예 슈퍼컵:
  - 우승 (2): 1995, 2010
- 챈설러 컵:
  - 우승 (2): 1993-94, 1995-96
  - 준우승 (1): 1992-93

#### FC 서울
- K리그:
  - 준우승 (1): 2008
- 리그컵:
  - 준우승 (1): 2007

#### 부르사스포르
- 튀르키예컵:
  - 준우승 (1): 2014-2015

#### 베식타시 JK
- 튀르키예 수페르리그:
  - 우승 (2): 2015-2016, 2016-2017

### 개인 수상
- 2002년 FIFA 월드컵 최고의 감독
- 유럽 축구 연맹 2002 올해의 감독
- IFFHS 선정 올해의 국가대표 감독 3위

## 같이 보기
- 셰놀 귀네슈 스타디움

## 참고 자료
- 귀네슈 감독, FC 서울과의 3가지 약속! 그리고 그의 영입까지 - FC 서울 공식 웹사이트 (2006년 12월 12일)[깨진 링크(과거 내용 찾기)]
- 4년만의 서울 우승, 귀네슈는 실패하지 않았다 - 류청 칼럼 (2010년 8월 27일)